# Hillier
Jezioro Hillier – bezodpływowe jezioro znajdujące się na australijskiej wyspie Middle należącej do Archipelagu Recherche złożonego z ok. 100 wysp u płd.-zach. wybrzeży Australii Zachodniej, w pobliżu przylądka Arid.
Jest jeziorem typu solankowego o szerokości ok. 600 metrów i oddzielone od oceanu wąskim pasem ziemi. Posiada kształt przypominający odcisk stopy, od lasu i brzegu oddzielone jest pasem piasku wymieszanego z solą. Ulokowane jest wśród terenu zalesionego eukaliptusami i drzewami z gatunku Melaleuca leucadendra.
Początki wiadomości o jeziorze datują się na rok 1802. W tym roku angielski podróżnik i hydrograf Matthew Flinders odwiedził to miejsce w swej podróży do Sydney. W początkowych latach XIX wieku swoje osady mieli w tym miejscu wielorybnicy, jak i myśliwi polujący na foki.
Jezioro zabarwione jest na kolor jasnoróżowy. Barwa ta jest trwała, nawet po nabraniu wody do pojemnika. W połowie wieku XX naukowcy badali skład wody w jeziorze, chcąc dowiedzieć się co powoduje, że jezioro przybiera kolor różowy. Woda w jeziorze nabiera takich barw na skutek czerwonego barwnika wytwarzanego przez glony m.in. Dunaliella salina. Przyczyną powstawania tego zjawiska jest także zasolenie zbiornika wodnego. Gdy jego poziom staje się wyższy niż w wodzie morskiej, a sprzyjające warunki dopisują, (temperatura wody lub światło), algi wydzielają beta-karoten.
W początkowych latach XX wieku z jeziora wydobywano sól, lecz po 6 latach eksploatacji zaniechano wydobycia.